# 771년

## 연호
- 당(唐) 대력(大曆) 6년
- 일본(日本) 호키(宝亀) 2년

## 기년
- 당(唐) 대종(代宗) 10년
- 신라(新羅) 혜공왕(惠恭王) 7년
- 발해(渤海) 문왕(文王) 35년

## 사건
- 프랑크의 왕 카를로마누스 1세가 사망하여 카를로마누스 1세와 함께 왕좌에 앉아 있던 프랑크 1세가 홀로 즉위하게 된다.
- 오파왕이 해스팅가스에서 패배하고, 오파의 지역을 서식스 왕국의 하위 왕국으로 편입시키다.[1][2]

### 6월
- 발해사가 데와국에 도착하다.

## 사망
- 프랑크의 왕 카를로마누스 1세